# Diminished Responsibility
Diminished Responsibility —en español: Responsabilidad Disminuida— es el tercer álbum de estudio del grupo punk británico UK Subs, publicado en 1981 por el sello GEM Records y distribuido por RCA, siendo el último trabajo de la banda realizado íntegramente para dicho sello, dado que ese mismo año debido a la mala recepción hecha por los críticos hacia este álbum y debido al recambio musical en donde la tendencia punk era considerada "comercialmente obsoleta", decidieron no renovarles el contrato de grabación. Posicionándose en el puesto N.º 18 en el Reino Unido, al igual que su predecersor, la canción "Party in Paris" fue publicada como simple y adelanto de este disco, en 1980 y llegó al puesto N.º 37 de la lista de simples.

## Grabación y contenido
Tras el alejamiento de la sección rítmica del grupo por diferencias creativas con Nicky Garratt, los UK Subs contratan a los integrantes del grupo
Cyanide, Alvin Gibbs y Steve Roberts en bajo y batería respectivamente. La producción del álbum estuvo a cargo de Nicky Garratt una vez más junto con Mike Leander, exproductor del cantante Gary Glitter. Debido al recambio musical, el sello intentó hacer pasar a la banda como un grupo "new romantic" durante las promociones, lo que desfavoreció aún más las críticas al mismo.
La banda trabajo de manera alternada durante mediados de 1980 hasta fines del mismo, con The Duke Of Montenegro como sonidista quién, según Garratt, afirmaba que él era en realidad el duque depuesto. El álbum marcó los primeros elementos de la música post-punk en el sonido la banda, algo que sería más notable en los siguientes dos álbumes. Charlie Harper tocó la guitarra rítmica también para dar un sonido más trabajado, de igual manera que Nicky Garratt utilizó técnicas más complejas en su estilo de tocar la guitarra e incluso se optó incluir sintetizadores a varias cancionesuksubstimeandmatter.net/index.php?option=com_content&view=article&id=120:diminished-responsibility&catid=197&Itemid=72 Diminished Responsibility en UK Subs - Time & Matter.
En 2000, Diminished Responsibility fue reeditado en CD con 8 bonus tracks, de los cuales 2 pertenecen al simple solista de Charlie Harper Barmy London Army de 1980, y las otras pertenecen a los simples publicados a lo largo de 1980, entre ellas una versión primeriza de "Ice Age".

## Canciones
- Todas las canciones fueron escritas y compuestas por Charlie Harper y Nicky Garratt, excepto donde se indique.

1. "You Don't Belong" - 3:01
2. "So What" - 1:41
3. "Confrontation" (Harper, Garratt, Roberts) - 2:25
4. "Fatal"  - 2:43
5. "Time And Matter" (Harper, Garratt, Gibbss) - 2:37
6. "Violent City" - 2:36
7. "Too Tired" (Harper, Garratt, Roberts) - 2:17
8. "Party in Paris" (Harper) - 2:53
9. "Gangster" (Harper, Gibbs) - 1:44
10. "Face the Machine" (Harper, Gibbs) - 2:52
11. "New Order" (Harper, Garratt, Gibbs, Wesson) - 2:32
12. "Just Another Jungle" (Harper, Garratt, Slack) - 2:24
13. "Collision Cult" - 3:38

### Bonus tracks
1. "Party in Paris" (Single version) (Harper) - 2:52
2. "Fall of the Empire" (Garratt, Harper, Nixon) - 2:14
3. "Keep on Running (Til You Burn)" (Gibbs, Harper) - 2:32
4. "Perfect Girl" - 2:01
5. "Ice Age" - 2:50
6. "Party in Paris" (French Version) (Harper) - 2:41
7. "Barmy London Army" (Harper) - 3:09
8. "Talk Is Cheap" (Harper) - 3:39

## Personal
Músicos
- Charlie Harper - Voz líder y guitarra rítmica.
- Nicky Garratt - Guitarra líder y coros.
- Alvin Gibbs - Bajo y coros.
- Steve Roberts - Batería.

Invitado
- Captain Sensible - Teclados en "Party in Paris".

Músicos adicionales
- Mal Wesson - Sintetizadores.
- James Stevenson - Guitarra líder y coros en "Barmy London Army" y "Talk Is Cheap".
- Steve Slack - Bajo y coros en "Barmy London Army" y "Talk Is Cheap".
- Pete Davies - Batería en "Barmy London Army" y "Talk Is Cheap".

Colaboradores
- The Duke Of Montenegro - Ingeniero de sonido.
- Denis "BilBo" Blackham - Masterización.
- Caroline Kalberer - Ilustraciones y Diseño de Carpeta.